# 泰國國際航空620號班機爆炸事件
泰國國際航空620號班機（TG620）是一班由曼谷經馬尼拉飛往大阪的定期航班。1986年10月26日，執行此航班的空中巴士A300（註冊編號HS-TAE）在日本高知縣土佐灣上空發生爆炸，造成機艙減壓，最後於大阪國際機場緊急降落，無人死亡。

## 事件經過
曼谷當地時間1986年10月26日11時05分，TG620號班機從廊曼機場起飛，並於馬尼拉時間15時17分抵達馬尼拉，41分鐘後再次起飛，前往大阪，當時預計用3小時17分飛往大阪。
日本當地時間20時，飛機在土佐清水市上空飛行，此時飛機左後部的洗手間內突然發生爆炸，客艙急速減壓，而機長剛從另一洗手間回到駕駛艙。副機長隨即開始進行緊急下降，其間飛機發生飄擺，失去控制，下降速率一度達到12500英呎每分鐘。在FL250（25000英尺）高處，機組人員試圖使飛機穩定，但飛機仍以+2.6G的加速度下降，機頭一度上揚至17度，機師令其下降後，飛機開始向右偏。
機師隨即以13600英呎每秒的速度緊急下降，20時07分得以與東京空管取得聯繫，東京管制隨即為這架A300導航，並將該飛機與東京空管的無線電通話轉移至大阪進近管制。20時34分，飛機獲准向大阪國際機場的32L跑道做出儀表著陸，飛機也與大阪塔台取得聯繫。這架一度失壓的空巴A300最終於20時40分安全降落在大阪國際機場，無人死亡，但因為之前的急速下降，3名機組人員和11名乘客受到重傷，95名乘客輕傷。飛機也被運回曼谷維修，後來重新投入運營，直至2008年退役。

## 原因
此事故因與事發前一年（即1985年）發生的日本航空123號班機空難均涉及飛行中失壓，而被懷疑是機體自身的結構問題所致，但大阪府警察於事發後3天檢查現場時發現爆炸後的手榴彈，因此斷定乘客中一名時年43歲的暴力团成員試圖從馬尼拉走私手榴弹，在飛機左後部的衛生間內誤將手榴彈的安全栓拔下，從而引發手榴彈的爆炸。

## 判決
事故中將手榴彈不慎引爆的暴力團成員因違反航空法第四條，以殺人未遂罪被起訴，並於1988年3月被大阪地方裁判所判處20年徒刑。